# Cờ đam

Một cách chơi cờ đam

Cờ đam (tiếng Anh: draughts / drɑːfts /) hoặc checkers (tiếng Anh Mỹ) là một nhóm các trò chơi chiến lược trên bàn đối kháng cho hai người. Hai người lần lượt di chuyển các quân giống hệt nhau theo đường chéo và bắt quân đối phương bằng cách nhảy qua quân đó. Cờ đam phát triển từ cờ alquerque. Tên draughts của loại cờ này có nguồn gốc từ động từ mang nghĩa di chuyển.
Các hình thức phổ biến nhất của cờ đam là cờ đam quốc tế, chơi trên một bàn cờ 10×10 và cờ đam Anh, còn được gọi là American checkers, chơi trên một bàn cờ 8×8, nhưng có rất nhiều biến thể khác chơi trên một bảng 12×12.